# كأس السوبر الأرجنتيني 2012
بطولة كأس السوبر الأرجنتيني 2012 هي النسخة الأولى من بطولة كأس السوبر الأرجنتيني، لعب يوم 7 نوفمبر 2012 في استاد بيسينتيناريو سيوداد دي كاتاماركا، بين فريق بوكا جونيورز الفائز بكأس الأرجنتين وفريق أرسنال ساراندي الفائز بالدوري – كلاوزورا. وقد انتهت المباراة بفوز أرسنال ساراندي بالمباراة بركلات الترجيح بنتيجة 4–3 بعد انتهاء الوقت الأصلي بالتعادل السلبي بين الفريقين، ليحصد لقبه الأول في تاريخ البطولة.

## التفاصيل
| بوكا جونيورز | 0–0 | أرسنال ساراندي |
| ------------ | --- | -------------- |
|              |     |                |